# Amper

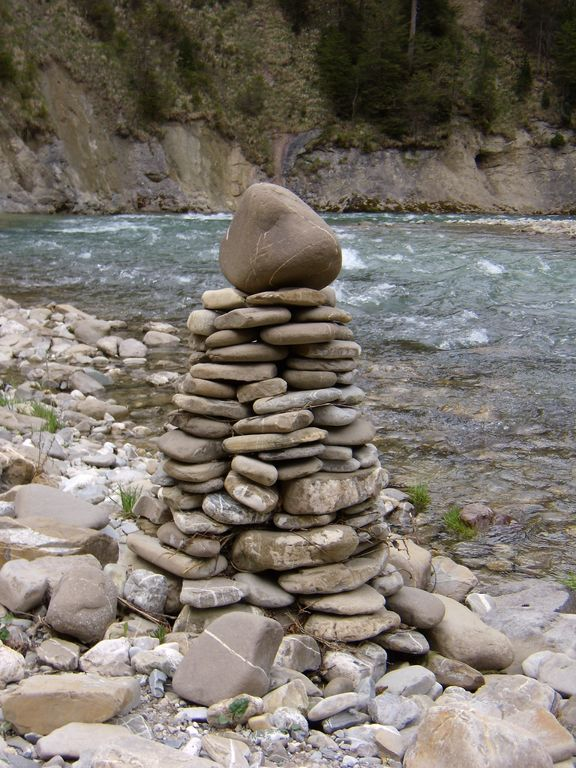
Un cairn au bord de l'Ammer près de Bad Bayersoien

L'Amper est un cours d'eau situé en Bavière, Allemagne et affluent de l'Isar. Le cours supérieur de cette rivière, jusqu'à l'Ammersee s'appelle l'Ammer. Amper désigne la partie du cours d'eau depuis l'Ammersee jusqu'à Moosburg où il se jette dans l'Isar.
La longueur totale de l'Ammer et de l'Amper est de 185 kilomètres et le débit moyen est de 45 m3/s, ce qui en fait le plus important affluent de l'Isar. Ses plus importants affluents sont le Glonn, le Würm et le Maisach.

## Étymologie
À l'origine, Amper désignait la totalité du fleuve, depuis sa source jusqu'à l'embouchure dans l'Isar. À partir de 1243, l'Ammersee est désignée sous le nom de Amirsee et à partir du XIVe siècle a été faite la différence entre l'Ammer et l'Amper.
Le mot Amper dérive de la racine indogermanique *ombh-, *mbh- qui signifie eau ou cours d'eau. Le nom celtique *ambra a été importé par les romains et se retrouve dans les formes du génitif Ambre et locatif Ambrae depuis le IIIe siècle. Une autre interprétation rapproche le mot Amper du breton (et donc du celtique) ampart, signifiant adroit, habile, fort.

## Géographie

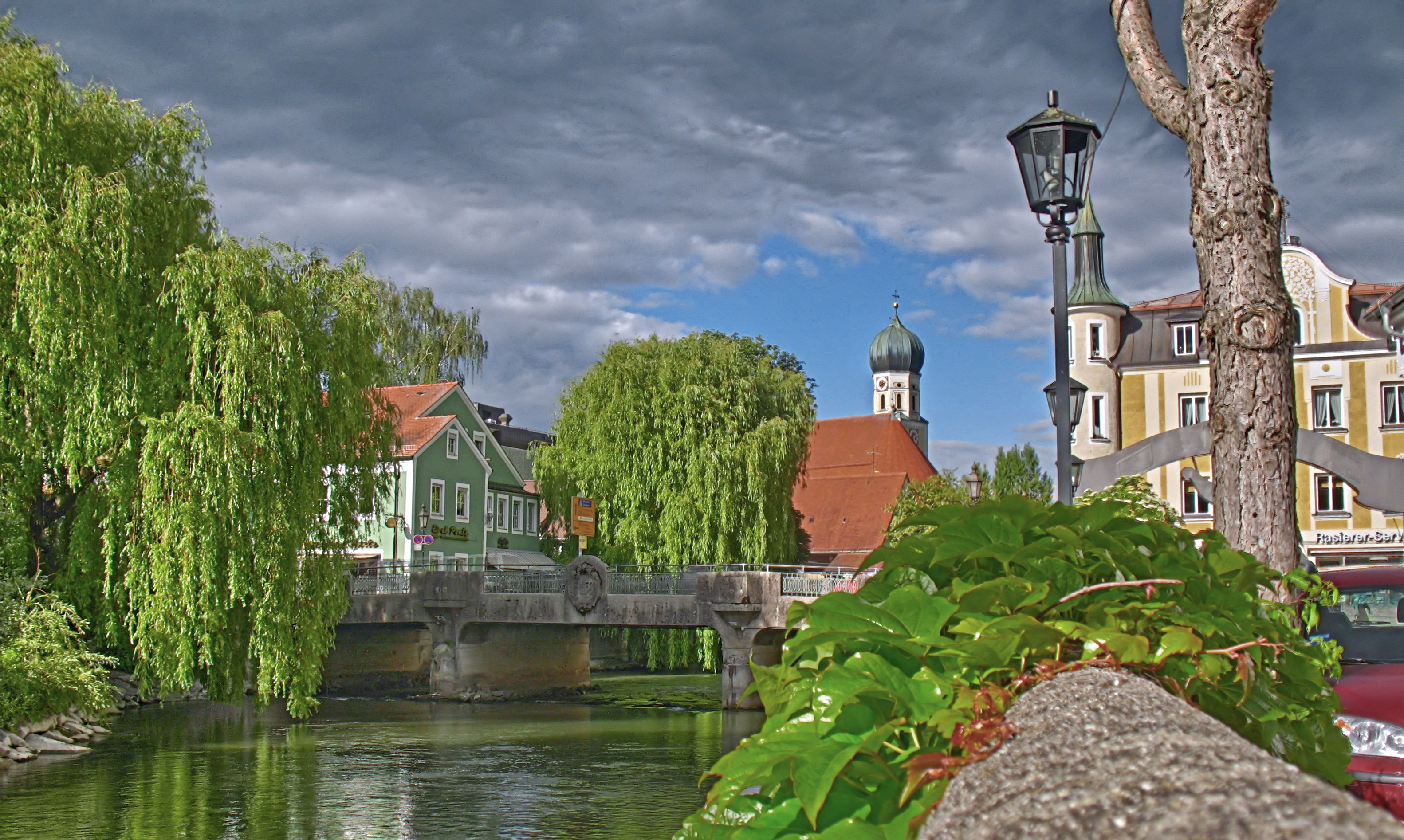
L'Amper à Fürstenfeldbruck

L'Ammer draine l'eau d'une partie des Alpes d'Ammergau vers le nord-est jusqu'à l'Isar, et donc également jusque dans le Danube. Ses deux plus gros affluents sont le Glonn et le Würm.
La source de l'Ammer se situe au sud-ouest de l'Oberammergau, dans les Alpes d'Ammergau. Un petit cours d'eau des montagnes, le Linder, prend sa source à environ 10 kilomètres au sud-ouest de la frontière entre le Tirol et la Bavière, proche du château de Linderhof. À environ 4 kilomètres à l'ouest de la source de l'Ammer, il disparait dans le sol poreux et calcaire pour réapparaitre en tant que l'Ammer. Après environ 15 kilomètres, la rivière quitte les alpes bavaroises, au nord de Unterammergau. Il passe ensuite par une gorge longue de 20 kilomètres ayant jusqu'à 80 mètres de profondeur, creusée à travers une moraine datant de la glaciation de Würm. Il quitte la gorge vers Peißenberg et coule à travers une large vallée jusqu'à ce qu'il se jette dans l'Ammersee, à l'est de Dießen.
Vers Grafrath, le fleuve se fraye un chemin à travers un paysage de moraine et coule à partir de Fürstenfeldbruck à travers la Münchner Schotterebene (de). Il passe ensuite au nord-est de Dachau et se jette finalement dans l'Isar près de Moosburg. Au total, la rivière a un dénivelé de 430 mètres.

## Histoire

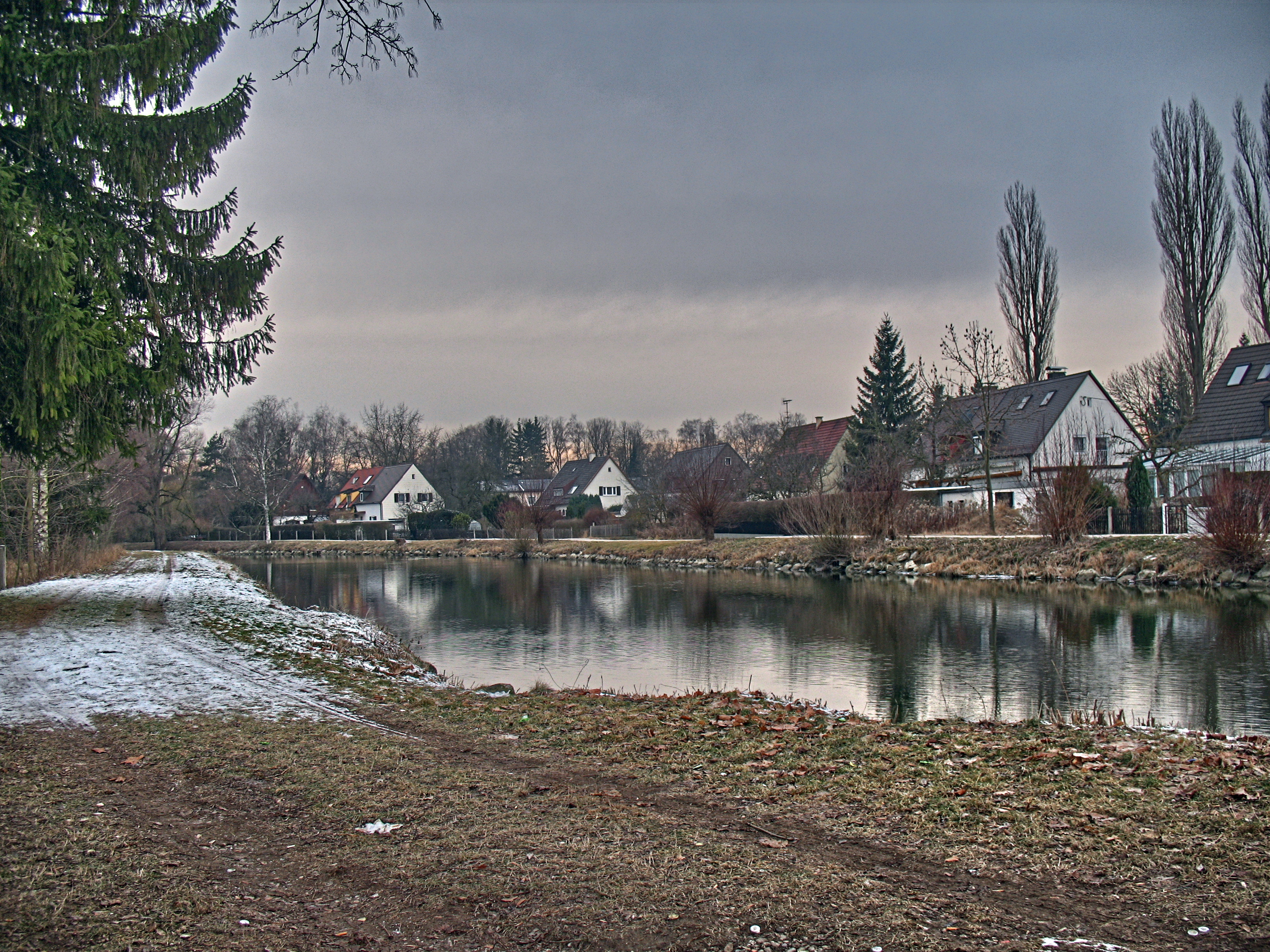
Le canal de l'Amper (Mühlbach) à Olching

L'Ammer et l'Amper étaient très probablement déjà utilisés depuis l'épique préhistorique comme moyen de transport par les tribus celtiques installées au bord du fleuve. Lorsque les romains ont conquis l'actuel district de Haute-Bavière, au Ier siècle apr. J.-C., ils y ont développé les routes terrestres. L'une des principales routes de l'époque, la Via Julia (de), reliait Augusta Vindelicorum (Augsbourg) à Iuvavum (de) (Salzbourg). Ces routes ne servaient pas seulement au transport militaire, mais aussi au transport de biens, notamment le sel. Pour faciliter la traversée de l'Amper, les Romains ont construit des ponts, tels que l'Ambrae à Schöngeising au sud de Fürstenfeldbruck, ce qui permit également de faciliter le prélèvement de taxes de douane. Il semblerait que la fondation de la ville de Fürstenfeldbruck, au Moyen Âge, soit la conséquence directe de la construction d'un pont.
Lors des invasions barbares du Ve siècle, les tribus Alamans ont pénétré jusqu'au domaine de l'Ammer/Amper. Même s'ils seront plus tard repoussés par les Bavarii, le cours du fleuve marque encore aujourd'hui la séparation entre les dialectes schwabiens et bavarois. Au cours de la guerre de Trente Ans, une armée suédoise a parcouru au total trois fois la longueur de l'Amper entre 1632 et 1634 afin d'atteindre Augsbourg et Munich.
Les crues fréquentes sont responsables d'inondations dans les villes et communes situées au bord de la rivière. Au XIXe siècle a commencé la construction de digues pour réduire les risques d'inondations, et de canalisations d'une partie du fleuve pour augmenter la profondeur du lit de rivière, auxquels viendront s'ajouter plus tard des seuils. En 1945, des soldats allemands ont dynamité entre autres le pont de l'Amper à l'ouest d'Inning. Cela aura pour conséquence que les troupes du général de Gaulle, redoutées par la population, ont dû rester à l'ouest de l'Ammersee. La région plus à l'est sera plus tard conquise par des soldats américains. Malgré toutes les mesures prises, l'inondation de la pentecôte 1999 (de) a engendré des dommages importants à certaines parties des seuils.

## Économie

### Navigation

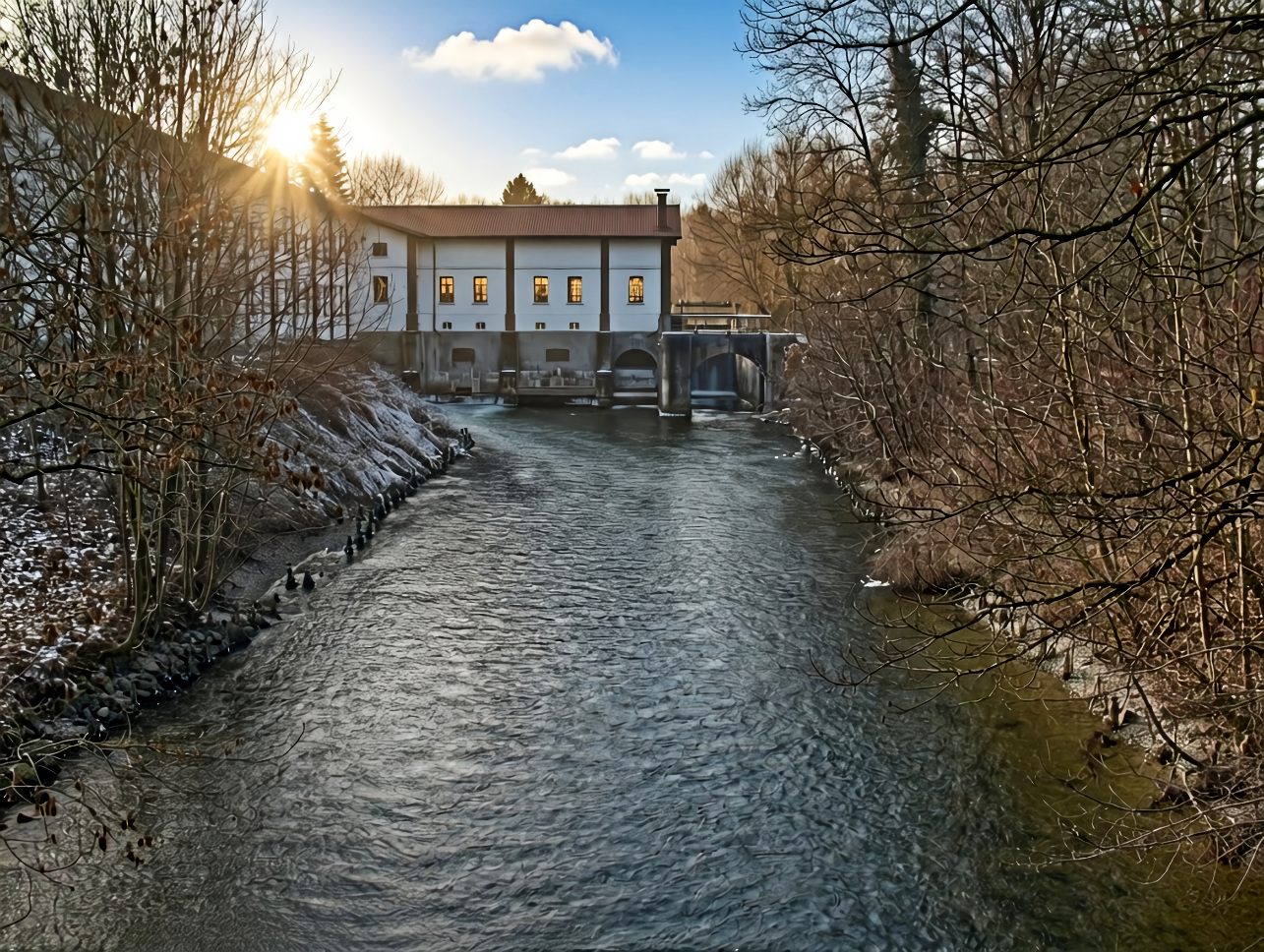
Barrage hydroélectrique privé à Olching

L'Amper n'est pas utilisé pour le transport fluvial car le fleuve n'est pas navigable en tout endroit. De 1880 à 1939, un bateau à vapeur assurait une connexion entre Inning am Ammersee et Grafrath pour les randonnées des Munichois. Cette connexion a été mise en difficulté économique lors de l'ouverture de la ligne de train entre Munich et Herrsching, qui était plus rapide et moins chère, et a été définitivement arrêtée lors du début de la Seconde Guerre mondiale.
Le Mooskuh était le premier bateau à vapeur qui a inauguré le 10 mai 1880 le transport de voyageurs sur l'Amper entre Inning et Grafrath. Il s'appelait officiellement Maria Therese, mais le nom Mooskuh était utilisé familièrement à cause de la ressemblance de son signal sonore avec le cri du butor étoilé qui s'entend à des kilomètres (en allemand, ce cri s'appelle Mooskuh), et parce que le trajet entre Grafrath et Ammersee passait par Ampermoos.
Avant cela, le fleuve était utilisé pour le flottage du bois, notamment depuis le massif d'Ammer. De là découle par exemple le nom de Trifthof (de flottage (Trift) et cour (Hof) ) attribué à un domaine industriel à Weilheim in Oberbayern.

### Énergie

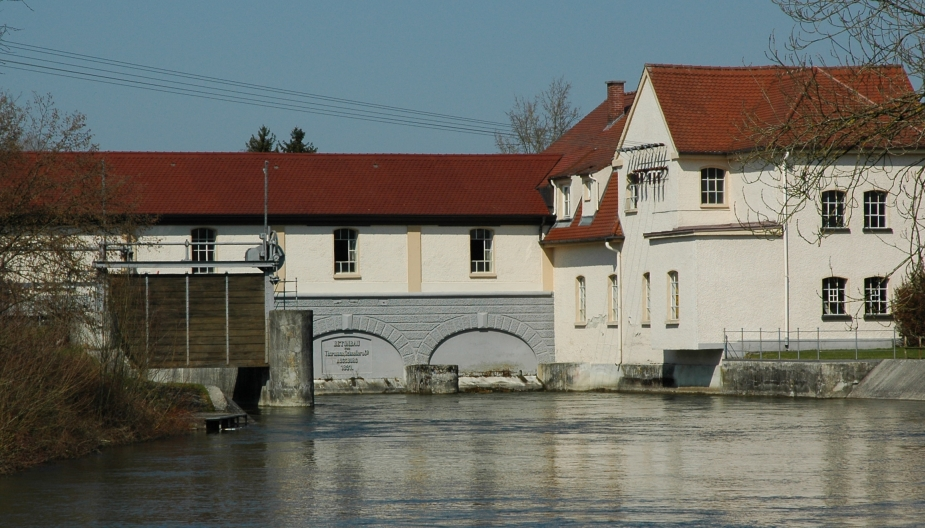
Le premier barrage hydraulique de Bavière

En 1891-1892 fut construit à Schöngeising, par Oskar von Miller, le premier barrage hydraulique de Bavière. La première centrale électrique de chemin de fer du monde utilisant du courant monophasé alternatif, la centrale de Kammerl (de) fut construite quelques années plus tard en 1898 à l'ouest de Saulgrub. Elle fournissait l'énergie nécessaire aux 23 kilomètres de chemin de fer appartenant à la Lokalbahn AG (en) entre Murnau et Oberammergau. Les centrales hydrauliques ont besoin d'une hauteur d'eau constante pour avoir une production constante au cours des mois. Pour cela ont été construits des petits canaux, des seuils et un barrage réservoir vers Fürstenfeldbruck.

### Tourisme
L'Ammer et l'Amper attirent les touristes notamment par les villes les bordant, telles que Weilheim, Fürstenfeldbruck, Dachau et Moosburg, ainsi que par le lac Ammersee. Également souvent admirés sont la cascade au sud de Bad Bayersoien et le pont d'Echelsbacher (de). Les bords du fleuve ont été aménagés en piste cyclable, ce qui permet un trajet depuis les Alpes jusqu'à l'embouchure de l'Amper dans l'Isar, près de Moosburg. Il est également possible de naviguer sur presque toute la longueur de l'Ammer et de l'Amper avec des canoës ou d'autres bateaux similaires, même si ce n'est pas permis toute l'année. La ville de Fürstenfeldbruck offre également la possibilité de se baigner dans l'Amper.

## Villes bordant l'Ammer und Amper

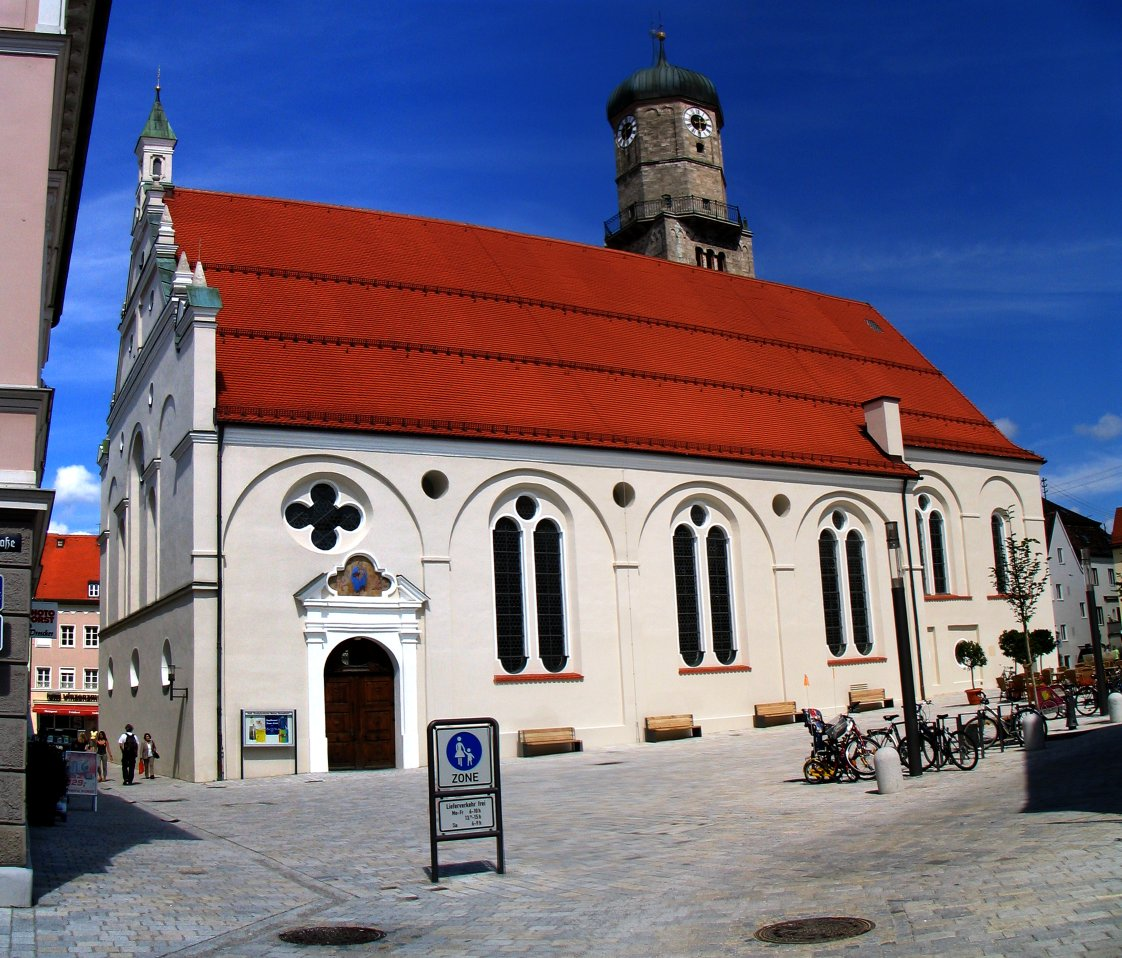
Weilheim in Oberbayern
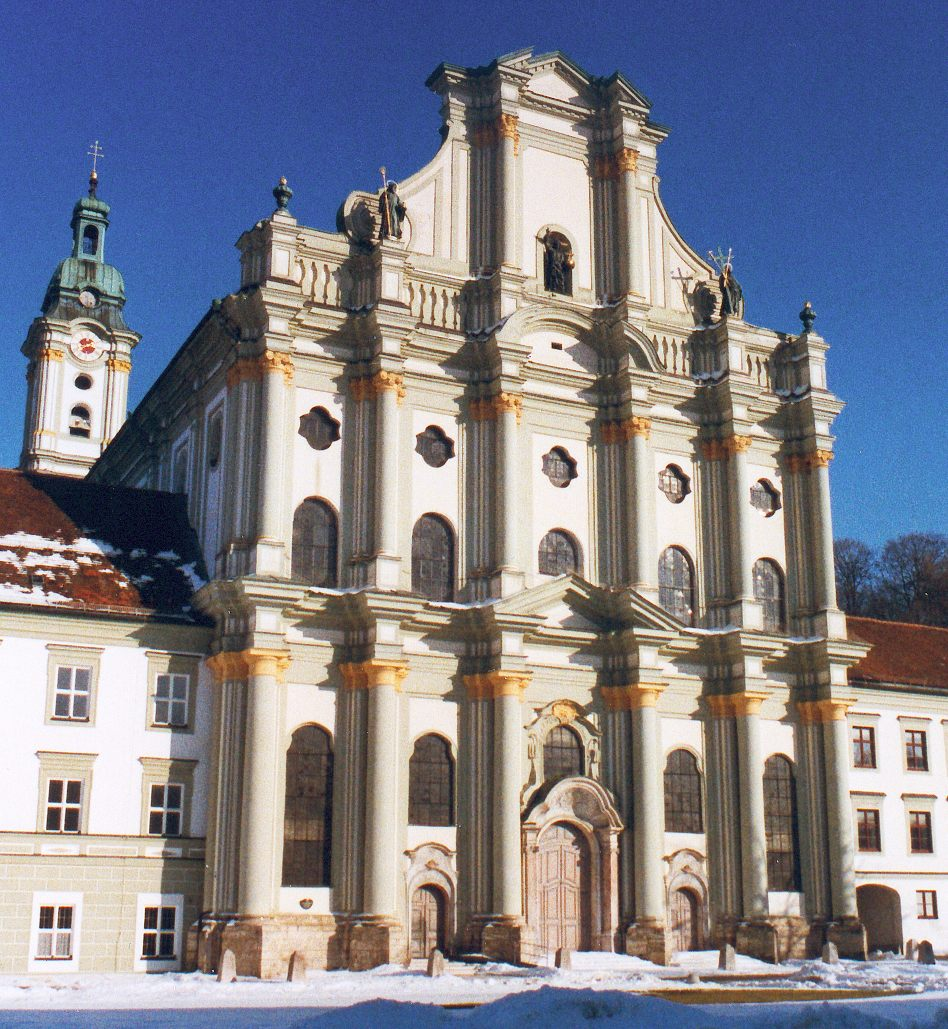
Fürstenfeldbruck
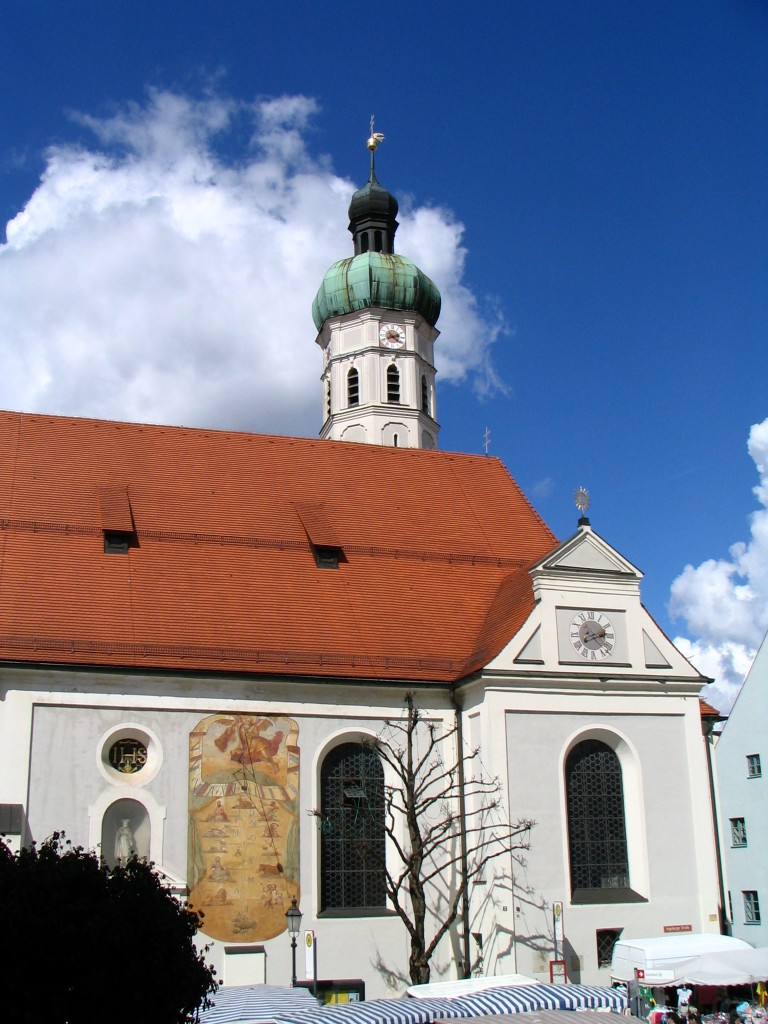
Dachau
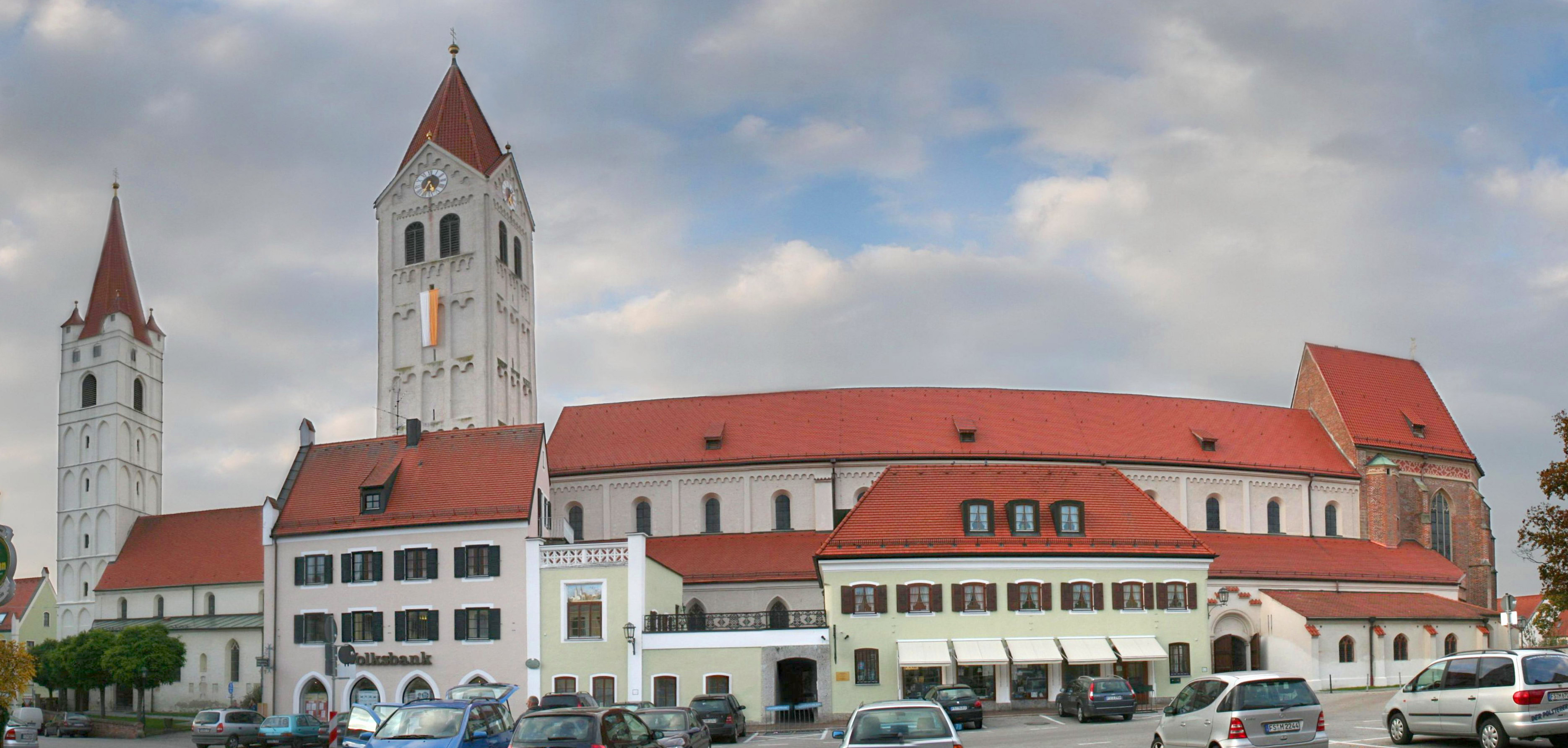
Moosburg
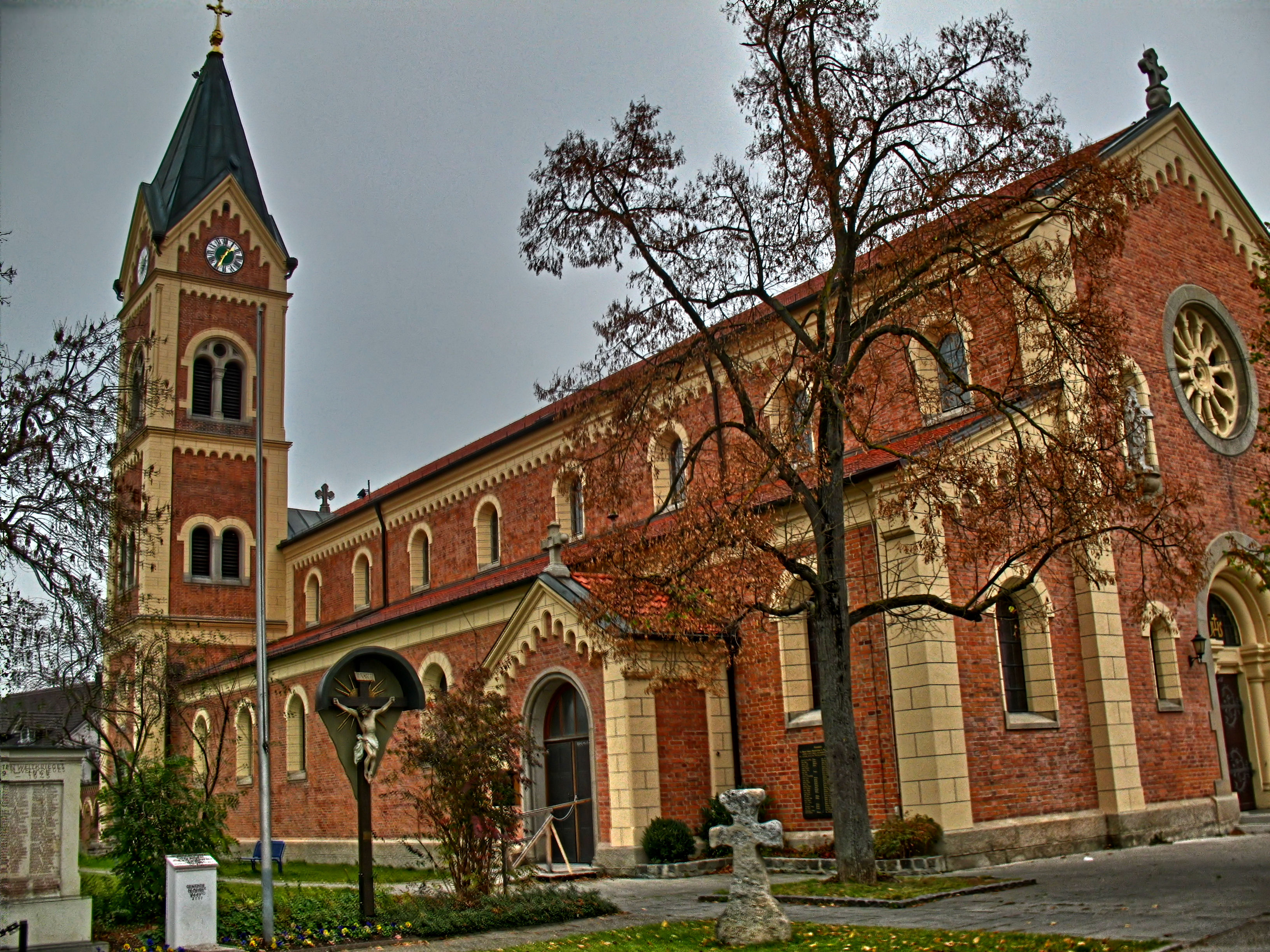
Olching

### Sources
- (de) Cet article est partiellement ou en totalité issu de l’article de Wikipédia en allemand intitulé « Amper » (voir la liste des auteurs).